# Amadou Gon Coulibaly
Pour les articles homonymes, voir Coulibaly.
Amadou Gon Coulibaly, né le 10 février 1959 à Abidjan et mort le 8 juillet 2020 dans la même ville, est un homme d'État ivoirien. Il fut Premier ministre du 10 janvier 2017 jusqu'à sa mort.
Membre du Parti démocratique de Côte d'Ivoire  (PDCI), puis du Rassemblement des républicains (RDR), il exerce les fonctions de maire de Korhogo à partir de 2001 et de ministre d'octobre 2002 à février 2010, puis à partir de décembre 2010. Il meurt des suites d’un arrêt cardiorespiratoire, alors qu'il était le candidat désigné du Rassemblement des houphouëtistes pour la démocratie et la paix (RHDP) à l’élection présidentielle d'octobre 2020.

## Biographie
Fils de Gon Coulibaly, député sous la présidence de Félix Houphouët-Boigny, Amadou Gon Coulibaly est issu d'une famille sénoufo très impliquée dans la politique du pays. Son arrière-grand-père, Péléforo Gon Coulibaly, était en effet, le chef suprême des Sénoufos et un proche du premier président du pays, Félix Houphouët-Boigny.
Amadou Gon Coulibaly est né le 10 février 1959 à Abidjan.
Après avoir étudié au lycée moderne de Dabou (sud-ouest de la Côte d'Ivoire) puis en prépa au lycée Jean-Baptiste-Say de Paris, il obtient un diplôme d'ingénieur à l'École spéciale des travaux publics de Paris (ESTP) en 1982 et du Centre des hautes études de la construction de Paris en 1983.
Amadou Gon Coulibaly commence sa carrière en tant qu'ingénieur de la direction et contrôle des grands travaux (DCGT) en 1983 (devenu Bureau national d'étude technique et de développement, BNETD). Il y est recruté par Antoine Cesareo. Durant cette période, il rencontre Alassane Ouattara.
En 1990, alors que ce dernier devient Premier ministre, il intègre son cabinet. Il tient depuis cette période une relation privilégiée avec l'actuel président de la République. Au sein du cabinet, il est conseiller technique du président et est chargé des programmes d'ajustement sectoriel, des entreprises publiques et des projets d'investissements publics dont le gisement gazier de Foxtrot. À la fin du gouvernement de Ouattara en 1993, il revient à la DCGT en tant que directeur adjoint.
Il est transplanté du cœur en 2012.
Le 10 janvier 2017, il est nommé Premier ministre par le président de la République, Alassane Ouattara.
Après avoir renoncé à briguer un troisième quinquennat, Alassane Ouattara le désigne, en mars 2020, candidat du RHDP à l’élection présidentielle de 2020. Il tente alors de convaincre le président Ouattara de permettre le retour au pays de Laurent Gbagbo, acquitté par la Cour pénale internationale, avant la présidentielle, mais le chef de l'État refuse une telle possibilité.
En mai 2020, Coulibaly est évacué vers la France pour suivre des examens médicaux, en particulier une coronarographie et se faire poser un stent. Il est ensuite opéré une seconde fois en juin. Hamed Bakayoko assure l'intérim. Son absence est initialement estimée à plusieurs semaines mais se prolonge jusqu'à son retour dans le pays, le 2 juillet,. Six jours plus tard, le 8 juillet, il meurt à la suite d’un malaise cardiaque survenu pendant le Conseil des ministres. Bakayoko assure de nouveau l'intérim. Il est inhumé le 17 juillet à Korhogo, en présence du président Ouattara.

## Détail des mandats et fonctions

### Au gouvernement
- 19 juillet 2017 – 8 juillet 2020 : Premier ministre, chef du gouvernement, ministre du Budget et du Portefeuille de l’État
- 10 janvier 2017 – 8 juillet 2020 : Premier ministre, chef du gouvernement
- 11 avril 2011 – 10 janvier 2017 : Ministre d'État, secrétaire général de la présidence de la République
- Janvier 2006 – février 2010 : Ministre de l'Agriculture
- Mars 2003– décembre 2005 : Ministre d'État, ministre de l'Agriculture
- Août 2002 – mars 2003 : Ministre de l’Agriculture

### À l’Assemblée nationale
- Décembre 2011 – 8 juillet 2020 : Député de Korhogo
- 2 avril 2001 – 8 juillet 2020 : Maire de Korhogo[17]
- 26 novembre 1995 – 10 décembre 2000 : Député de Korhogo

### Au Rassemblement des républicains
- Septembre 2017 – 8 juillet 2020 : Premier vice-président du RDR
- Mars 2006 – septembre 2017 : Secrétaire général délégué
- Février 1999 – mars 2006 : Secrétaire général adjoint
- Juillet 1995 – février 1999 : Secrétaire national chargé du Développement économique
- Juillet 1995 – 8 juillet 2020 : Membre du comité central et du bureau politique